# شاه‌پروانه ارغوانی
شاه‌پروانه ارغوانی (نام علمی: Apatura iris) نام یک گونه از تیره فرچه‌پایان است. این گونه پروانه در محدوده جغرافیایی اوراسیا زندگی می‌کند. کرم پیله‌ساز این پروانه به رنگ سبز با علامت‌های سفید و زرد است.